# Parque Sturge
El Parque Sturge (en inglés: Sturge Park)  fue un campo de críquet situado en cinco acres de terreno adyacente a Plymouth, Montserrat, un territorio británico de ultramar en el mar Caribe. La instalación que utilizaba el equipo de críquet de Montserrat y con poca frecuencia por el equipo de críquet de las Islas de Sotavento, fue destruida en la erupción del Soufrière Hills de 1997.
El Cricket se practicó por primera vez en este parque en octubre de 1925, cuando San Cristóbal jugó contra Antigua en el 1925/26 Hesketh Bell Shield. Montserrat primero jugó allí en la misma competición contra Dominica, antes de que en el estadio se celebrara la final del torneo entre Montserrat y Antigua, donde Montserrat ganó.
A partir de 1995, el volcán Soufrière Hills en la isla entró en erupción, causando gran daño a grandes partes de la isla. El críquet continuó jugándose en Sturge Park hasta 1997, con el último partido de Montserrat jugando un partido menor contra Antigua y Barbuda en mayo. En junio de 1997, una importante erupción del volcán destruyó Plymouth y junto con él a Sturge Park, enterrando el estadio bajo capas de ceniza. Un estadio de reemplazo, el Óvalo de Salem, fue inaugurado en 2000 en el norte de la isla.